# Arypiprazol
Arypiprazol – organiczny związek chemiczny, lek neuroleptyczny drugiej generacji stosowany w leczeniu schizofrenii i epizodów maniakalnych w przebiegu choroby afektywnej dwubiegunowej typu I oraz w zapobieganiu nowym epizodom maniakalnym u pacjentów, u których występują głównie epizody maniakalne i którzy odpowiadają na leczenie arypiprazolem. Lek został wynaleziony w roku 1995 przez Otsuka Pharmaceutical Co., a dystrybutorem leku w Stanach Zjednoczonych i Europie jest Bristol-Myers Squibb.

## Mechanizm działania
Arypiprazol działa jako częściowy agonista receptorów dopaminergicznych D2 i serotoninergicznych 5-HT1A. Jest również antagonistą receptora serotoninergicznego 5-HT2A oraz receptora dopaminergicznego D3.

## Wskazania do stosowania
Lek znajduje zastosowanie w leczeniu objawów schizofrenii u dorosłych i młodzieży powyżej 15. roku życia, leczeniu epizodów maniakalnych w przebiegu choroby afektywnej dwubiegunowej typu 1 i w leczeniu podtrzymującym (zapobieganie nowym epizodom maniakalnym) u pacjentów z chorobą afektywną dwubiegunową, u których występują głównie epizody manii.

## Przeciwwskazania
Przeciwwskazaniem jest stwierdzona nadwrażliwość na arypiprazol.

## Środki ostrożności
1. Preparatu zarejestrowanego do obrotu na terenie Polski, przeznaczonego do podania domięśniowego[5] nie wolno podawać dożylnie lub podskórnie.
2. Ze względu na ryzyko zachowań samobójczych, szczególnie ostrożnie stosować u pacjentów z grup dużego ryzyka.
3. Ostrożnie stosować u pacjentów z:

-   - zawałem serca lub chorobą niedokrwienną w wywiadzie
  - niewydolnością serca lub zaburzeniami przewodzenia
  - chorobą naczyń mózgu,
  - stanami predysponującymi do niedociśnienia (odwodnienie, zmniejszenie objętości krwi krążącej i leczenie lekami przeciwnadciśnieniowymi)
  - nadciśnieniem
  - wydłużeniem odstępu QT w wywiadzie rodzinnym
  - ryzykiem wystąpienia zachłystowego zapalenia płuc
  - ciężką niewydolnością wątroby
  - napadami drgawek
  - cukrzycą lub czynnikami jej wystąpienia.

1. Jeśli wystąpią objawy świadczące o złośliwym zespole neuroleptycznym należy przerwać leczenie wszystkimi przeciwpsychotycznymi produktami leczniczymi.
2. Arypiprazol należy stosować z zachowaniem ostrożności u pacjentów, u których w przeszłości występowały napady drgawek.
3. Z powodu zwiększonej śmiertelności oraz ryzyka występowania niepożądanych zdarzeń mózgowonaczyniowych arypiprazol nie jest wskazany w leczeniu pacjentów w podeszłym wieku z psychozą związaną z demencją.
4. Jedyny preparat doustny zarejestrowany w Polsce[5] zawiera laktozę i nie powinien być stosowany u pacjentów z rzadką, wrodzoną nietolerancją galaktozy, niedoborem laktazy (czyli nietolerancją laktozy) lub zaburzeniami wchłaniania glukozy–galaktozy.
5. Arypiprazol nie może być stosowany w ciąży, chyba że spodziewane korzyści wyraźnie przewyższają potencjalne ryzyko dla płodu. Pacjentki nie powinny karmić piersią podczas jego stosowania.
6. Pacjenci powinni zachować szczególną ostrożność podczas prowadzenia pojazdów i obsługiwania urządzeń mechanicznych do czasu oceny indywidualnej reakcji na lek.

## Interakcje
Ze względu na antagonistyczne działanie na receptor adrenergiczny α1, arypiprazol może nasilać działanie niektórych leków przeciwnadciśnieniowych. Ostrożnie stosować z lekami, które powodują wydłużenie odstępu QT lub zaburzenia elektrolitowe. Podczas jednoczesnego stosowania arypiprazolu i silnych inhibitorów CYP2D6 (chinidyna, fluoksetyna, paroksetyna) lub silnych inhibitorów CYP3A4 (ketokonazol, itrakonazol, inhibitory proteazy HIV) dawkę arypiprazolu należy zmniejszyć o około połowę. Dawkę arypiprazolu należy podwoić, gdy jednocześnie podaje się go z silnymi induktorami CYP3A4 (karbamazepina, ryfampicyna, ryfabutyna, fenytoina, fenobarbital, prymidon, efawirenz, newirapina i ziele dziurawca). Arypiprazol nie jest metabolizowany przez enzymy z grupy CYP1A, dlatego nie jest konieczne stosowanie specjalnych dawek u palaczy tytoniu.

## Działania niepożądane
- bezsenność, niepokój, lęk, senność
- akatyzja, depresja
- nudności, wymioty, niestrawność, zaparcia
- ból głowy
- zaburzenia pozapiramidowe, drżenie
- nieostre widzenie
- zwiększone wydzielanie śliny, suchość w jamie ustnej
- tachykardia, ortostatyczne spadki ciśnienia
- złośliwy zespół neuroleptyczny
- późne dyskinezy
- zwiększona śmiertelność u pacjentów z otępieniem, hiperglikemią i cukrzycą w podeszłym wieku.
- Zachowania impulsywne

## Dawkowanie
Maksymalna dawka dobowa arypiprazolu wynosi 30 mg (we wszystkich postaciach).

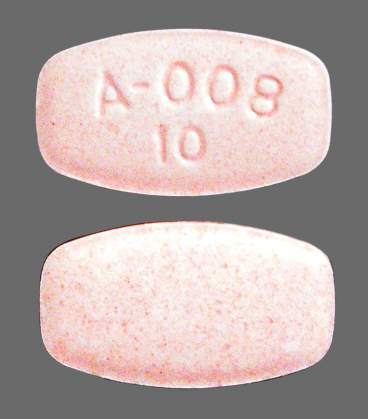
Tabletki arypiprazolu

### Postać lekuw formie tabletek[6]
- Dorośli:

Schizofrenia: zalecana dawka początkowa to 10 lub 15 mg/dobę z dawką podtrzymującą 15 mg/dobę. Lek należy podawać raz na dobę o stałej porze, niezależnie od posiłków.
Epizody maniakalne: zalecaną dawką początkową jest 15 mg podawane w schemacie raz na dobę, niezależnie od posiłków jako monoterapia lub w leczeniu skojarzonym. U niektórych pacjentów może być korzystne zastosowanie większej dawki.
- Młodzież powyżej 15. roku życia:

Schizofrenia: 10 mg/dobę podawane w schemacie raz na dobę, niezależnie od posiłków. Leczenie powinno być rozpoczęte od dawki 2 mg przez 2 dni, stopniowo zwiększanej do 5 mg przez kolejne 2 dni, aż do osiągnięcia zalecanej dawki dobowej wynoszącej 10 mg. W przypadkach gdzie zwiększenie dawki jest właściwe, kolejne zwiększone dawki należy podawać, zwiększając jednorazowo o 5 mg.

### Postać leku w formieiniekcji domięśniowej
Preparat stosuje się w mięsień naramienny lub głęboko w mięsień pośladkowy wielki z ominięciem obszarów otłuszczonych.
Dawka początkowa wynosi 9,75 mg w pojedynczym wstrzyknięciu. Skuteczna dawka wynosi 5,25–15 mg podana jako pojedyncze wstrzyknięcie. Nie należy podawać więcej niż 3 wstrzyknięcia na dobę.
Leczenie arypiprazolem w postaci roztworu do wstrzykiwań należy odstawić tak szybko, jak jest to klinicznie uzasadnione i należy rozpocząć stosowanie leku w postaci doustnej.

## Preparaty
Preparaty arypiprazolu dopuszczone do obrotu w Polsce:

- Abilify (preparat oryginalny) – tabletki, 5/10/15/30 mg – Otsuka Pharmaceutical Netherlands B.V.
- Abilify – roztwór do wstrzykiwań, 7½ mg/ml – Otsuka Pharmaceutical Netherlands B.V.
- Abilify – roztwór doustny, 1 mg/ml – Otsuka Pharmaceutical Netherlands B.V.
- Abilify – tabletki ulegające rozpadowi w jamie ustnej, 10/15/30 mg/ml – Otsuka Pharmaceutical Netherlands B.V.
- Abilify Maintena – proszek i rozpuszczalnik do sporządzania zawiesiny do wstrzykiwań o przedłużonym uwalnianiu, 300/400 mg – Otsuka Pharmaceutical Netherlands B.V.
- Abilium – tabletki, 10/15 mg – Tarchomińskie Zakłady Farmaceutyczne „Polfa” S.A.
- Apiprax – tabletki, 15 mg – AXXON Sp. z o.o.
- Apra – tabletki, 5/10/15/30 mg – Adamed Pharma S.A.
- Apra-swift – tabletki ulegające rozpadowi w jamie ustnej, 10/15/30 mg – Adamed Pharma S.A.
- Aprizexen – tabletki, 15 mg – PharmaSwiss Česká republika s.r.o.
- Aprizexen – tabletki ulegające rozpadowi w jamie ustnej, 15 mg – PharmaSwiss Česká republika s.r.o.
- Aribit – tabletki, 5/10/15/30 mg – Medana Pharma S.A.
- Aribit ODT – tabletki ulegające rozpadowi w jamie ustnej, 10/15/30 mg – Medana Pharma S.A.
- Aricogan – tabletki, 5/10/15/30 mg – G.L. Pharma GmbH
- Aripilek – tabletki, 5/10/15/30 mg – Przedsiębiorstwo Farmaceutyczne LEK-AM Sp. z o.o.
- Aripiprazole +pharma – tabletki, 15 mg – +pharma arzneimittel GmbH
- Aripiprazole Accord – tabletki, 5/10/15/30 mg – Accord Healthcare S.L.U.
- Aripiprazole Accord Healthcare – tabletki, 10/15 mg – Accord Healthcare Polska Sp. z o.o.
- Aripiprazole Accord Healthcare – tabletki ulegające rozpadowi w jamie ustnej, 10/15 mg – Accord Healthcare Polska Sp. z o.o.
- Aripiprazole Apotex – tabletki, 5/10/15/30 mg – Apotex Europe B.V.
- Aripiprazole Apotex – tabletki ulegające rozpadowi w jamie ustnej, 10/15 mg – Apotex Europe B.V.
- Aripiprazole Eignapharma – tabletki, 5/10/15/20/30 mg – neuraxpharm Arzneimittel GmbH
- Aripiprazole Mylan Pharma – tabletki, 5/10/15/30 mg – Mylan S.A.S.
- Aripiprazole NeuroPharma – tabletki, 5/10/15/30 mg – neuraxpharm Arzneimittel GmbH
- Aripiprazole Orion – tabletki, 5/10/15/30 mg – Orion Corporation
- Aripiprazole Sandoz – tabletki, 5/10/15/20/30 mg – Sandoz GmbH
- Aripiprazole Sandoz – tabletki ulegające rozpadowi w jamie ustnej, 10/15/30 mg – Sandoz GmbH
- Aripiprazole STADA – roztwór doustny, 1 mg/ml – STADA Arzneimittel AG
- Aripiprazole STADA – tabletki, 15 mg – STADA Arzneimittel AG
- Aripiprazole Symphar – tabletki, 5/10/15/30 mg – Symphar Sp. z o.o.
- Aripiprazole Zentiva – tabletki, 5/10/15/30 mg – Zentiva, k.s.
- Aripiprazole Zentiva – tabletki ulegające rozpadowi w jamie ustnej, 10/15/30 mg – Zentiva, k.s.
- Aripsan – tabletki, 5/10/15 mg – PRO.MED.CS Praha a.s.
- Arypiprazol Glenmark – tabletki, 5/10/15/30 mg – Glenmark Pharmaceuticals s.r.o.
- Aryzalera – tabletki, 5/10/15/20/30 mg – Krka d.d., Novo Mesto
- Aryzalera – tabletki, 15 mg – InPharm Sp. z o.o. / Delfarma Sp. z o.o.
- Asduter – tabletki, 10/15/30 mg – Vipharm S.A.
- Explemed – tabletki, 10/15/30 mg – Proterapia Sp. z o.o.
- Explemed Rapid – tabletki ulegające rozpadowi w jamie ustnej, 5/10/15/30 mg – Proterapia Sp. z o.o.
- Ripizol – tabletki, 10/15 mg – Polfarmex S.A.

## Synteza
Arypiprazol można otrzymać w wyniku trzech kolejnych reakcji alkilowania wychodząc z 2,3-dichloroaniliny: